# Erik Hägg

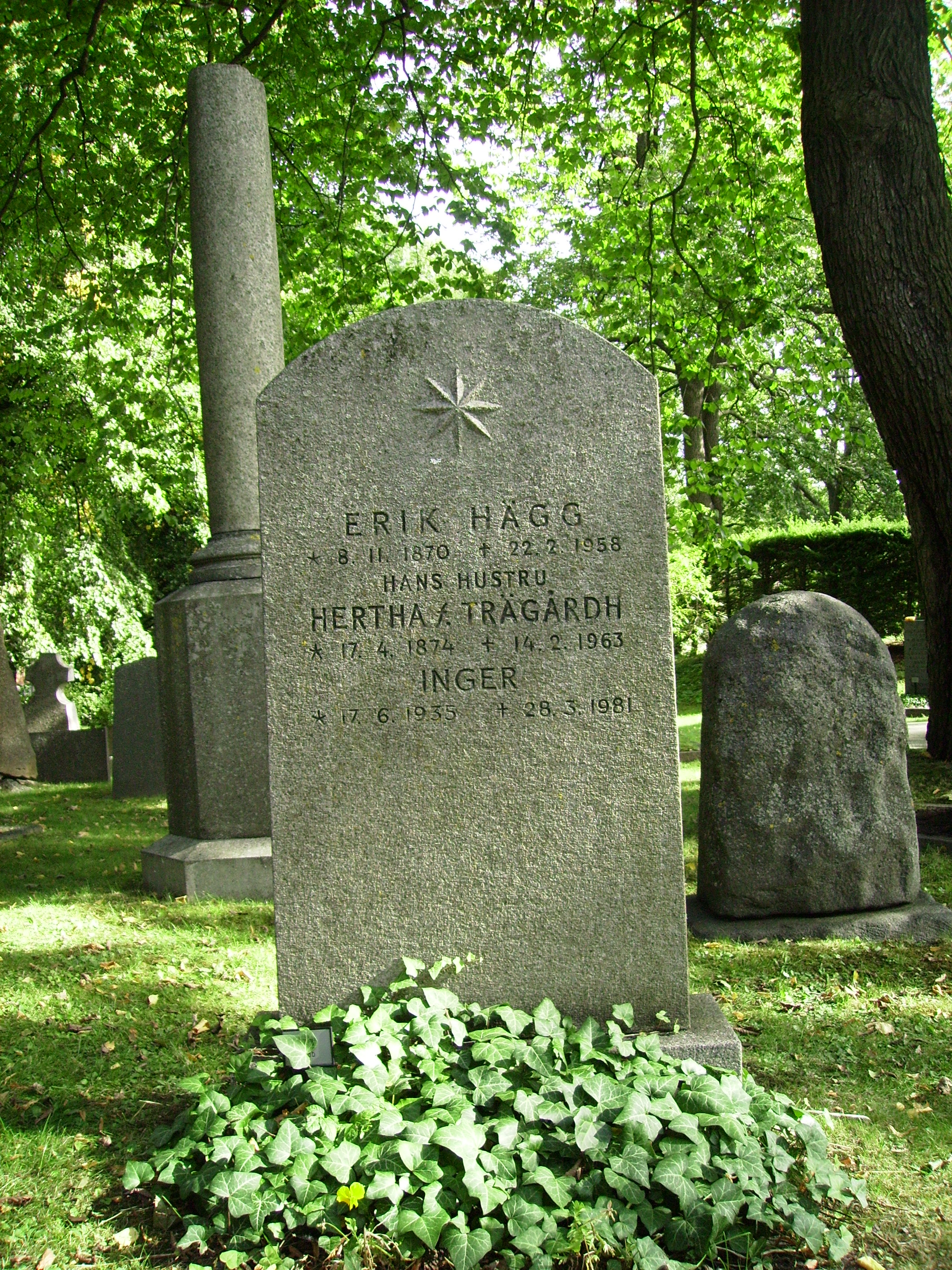
Erik Häggs gravvård på Galärvarvskyrkogården i Stockholm.

Erik Hägg, född 8 november 1870 i Karlskrona, död 22 februari 1958 i Stockholm, var en svensk  sjöofficer, generallotsdirektör, skriftställare, grafiker och tecknare.

## Biografi
Erik Hägg var son till konteramiralen och marinmålaren Jacob Hägg och Eleonora Magdalena Sofia Tellander och från 1902 gift med Hertha Trägårdh samt bror till Ella Hägg-Bolin och Herman Hägg. Han inledde sin yrkesbana i flottan som officersaspirant 1885. Hägg avlade sjöofficersexamen vid Kungliga Sjökrigsskolan 1892 och utnämndes då till underlöjtnant. Befordran till löjtnant följde 1895, kapten 1901 och kommendörkapten av första graden 1917. Bland kommenderingarna kan nämnas att han var fartygschef på pansarskeppet Oscar II 1916-1917 och stabschef till befälhavande amiralen i Karlskrona 1917-1919.
Under perioden 1919-1936 var Erik Hägg generaldirektör och chef för Lotsstyrelsen. Vid sidan av sitt arbete en flitig skriftställare och medarbetade i Svenska Dagbladet 1904–1918 med sjömilitära frågor. Han var redaktör för tidskriften Vår flotta 1905–1919 och skrev en del publicerade arbeten om sjömilitära spörsmål. Han skrev en minnesskrift om sin far 1934 som utgavs under namnet Amiral Jacob Hägg. Han var även verksam som konstnär och har utfört etsningar och teckningar med marinmotiv.
Erik Hägg erhöll Kungliga Örlogsmannasällskapets silvermedalj tillsammans med Otto Lybeck för tävlingsskriften "Strategi och fartygsbyggnad". Hägg konstruerade ett rörligt styrstreck för kompasser, vilket kom att användas inom flottan. Han komponerade Sjömanslåt (utgiven 1913) och Kryssarvalsen (utgiven 1928).

### Förtroendeuppdrag mm
- Ledamot av Kungliga Krigsvetenskapsakademien 1919
- Hedersledamot av Kungliga Örlogsmannasällskapet 1920
- Ordförande i överstyrelsen för Föreningen Sveriges Flotta
- Ordförande i Allmänna försvarsföreningen 1934-1938